# Eparquía de Siirt de los caldeos
La eparquía titular de Siirt de los caldeos (en latín: Eparchia Serten(sis) Chaldaeorum) es una sede titular de la Iglesia católica conferida a miembros de la Iglesia católica caldea. Corresponde a una antigua diócesis caldea cuya sede estaba en la ciudad de Seert, la actual Siirt en la Alta Mesopotamia en Turquía. 

## Historia

### Los orígenes y los primeros obispos
Inicialmente el área de Siirt era parte de la diócesis de Arzoun y en tiempos nestorianos, de la diócesis de Mwadres. No hay evidencias de la existencia de un obispo de Siirt antes del cisma de 1552, que llevó al nacimiento de la Iglesia católica caldea. En tres ocasiones, en algunos colofones de 1477, 1480 y 1483, Siirt aparece entre los títulos del metropolitano nestoriano Elías de Nísibis. Otro colofón de 1504 menciona al obispo Elías, quizás el mismo Elías de Nísibis o el homónimo de Gazarta, designado como metropolitano de Amida, Gazarta y Siirt.
Según Tfinkdji y Fiey, la diócesis caldeo católica de Siirt se estableció con el cisma de 1551/1552 y el primer arzobispo fue José, hermano del patriarca Yohannan Sulaqa, quien estaba entre los obispos consagrados por el propio Sulaqa en 1554. José no se quedó mucho tiempo en Siirt, de hecho, en 1555, el nuevo patriarca católico Abdisho IV Maron lo envió a la India, junto con Elías Asmar de Amida, en donde fue nombrado metropolitano de los cristianos de Santo Tomás. No hay evidencias de que regresó a Mesopotamia y murió en 1569.
El monasterio de Mar Yaqob Khbhisha cerca de Siirt fue la sede del patriarca Abdisho IV Maron y quizás también de su sucesor Yab-Alaha IV Shimun. El mismo Abdisho IV mencionó la sede de Siirt entre los escaños metropolitanos que dependían de su autoridad en la lista de diócesis caldeo católicas escrita en 1662 para la Santa Sede. En los últimos años del siglo XVI, la sede de Siirt fue ocupada por otros tres obispos, de los cuales, sin embargo, la membresía confesional no está clara.
Según el enviado pontificio Pietro Strozza, el patriarca católico Shimun IX Denha (1580-1600) fue obispo de Salmas, Jilu y Siirt antes de su elección. Para Wilmshurst es probable que haya sido consagrado para las tres sedes unidas por Abdisho IV después de la muerte de José en 1569. Sin embargo, Tfinkdji agrega que él era un obispo nestoriano que se convirtió al catolicismo gracias al trabajo de Elías Asmar de Amida. La carta que Shimun IX escribió al papa después de su elección patriarcal en 1580, fue firmada, entre otros, por Sargis de 'Jilu y José de Siirt, ambos consagrados por el nuevo patriarca. De este segundo obispo llamado José no hay otro testimonio histórico. El tercer obispo de Siirt a fines del siglo XVI fue Ya'qob, mencionado en 1587 en una carta de Leonardo Abela, obispo titular de Sidón y enviado especial del papa en el Medio Oriente. Ya'qob es designado como superior del monasterio de Siirt y definido como una de las mejores figuras literarias de la nación nestoriana.
Todos los obispos de Siirt del siglo XVII parecen pertenecer a la Iglesia nestoriana, una indicación de que los patriarcas católicos, que mientras tanto habían mudado su sede a Salmas en Persia, ya no podían imponer un obispo católico. Además, los autores Tfinkdji, Fiey y Wilmshurst tienen cronotaxis y cronologías diferentes, aunque algunos nombres aparecen en común. El primer obispo del siglo fue Elías Bar Tappe, dependiente del patriarca nestoriano Elías VIII, quien murió el 1 de marzo de 1618, pero ya está documentado en colofones desde 1599. En las fuentes este prelado está documentado con varios títulos, en el sínodo de Amida de 1616 se certifica como metropolitano de Siirt. Le siguió un Elías Bar Tappe: su sobrino Ishoʿyahb, mencionado en colofones de 1618 a 1628. Elías, nieto de Ishoʿyahb, quien murió en 1660; Yohannan, quien firmó la carta escrita en 1669 por el patriarca nestoriano Elías X al papa Clemente IX; y Shemʿon bar Tappe, atestiguado por un colofón en septiembre de 1702.

### La sede delsigloXVIIIalsigloXX
Con el siglo XVIII, especialmente a partir del patriarcado del católico Yosep III Maraugin (1713-1757), la Iglesia católica caldea aumentó considerablemente el número de sus fieles. Esto permitió una presencia católica más estable en Siirt y su región.
Para el siglo XVIII, Tfinkdji y Fiey mencionan solo dos obispos: Shemʿon bar Tappe (1701-1742), consagrado por el patriarca católico Yosep II, y Yohannan Shemʿon Kemo (1744-1786), consagrado por Yosep III. Según Wilmshurst, estos dos autores han confundido a los dos personajes. Shemʿon bar Tappe fue un obispo nestoriano y el año de su muerte no está documentado. Shemʿon Kemo en cambio fue consagrado obispo por Yosep III poco antes de su partida hacia Roma en 1730, y el patriarca le confió la administración de la Iglesia patriarcal de Amida. Durante la ausencia del patriarca, la Iglesia católica caldea perdió dos aldeas debido a un "obispo hereje", a quien Wilmshurst hipotetiza puede ser Shemʿon bar Tappe. Dos cartas sinceras escritas por Shemʿon Kemo al patriarca implorando su regreso (1737 y 1739) se guardan en el Archivo Secreto del Vaticano. Un colofón menciona al obispo Shemʿon Kemo nuevamente en 1746. No se sabe nada más de él y se desconoce el año de su muerte.
El próximo obispo recordado tanto por Tfinkdji como por Fiey es Pedro Shawriz, quien gobernó la sede de Siirt desde 1793 hasta su muerte en 1822. Sin embargo, según Wilmshurst, la información que los dos autores informan sobre este obispo es completamente incorrecta. Shawriz fue consagrado en 1801 por Hnanisho', sobrino del patriarca nestoriano Elías XIII Isho'yahb. En 1806 fue a Roma para obtener la confirmación de su consagración por el papa, pero debido a la ocupación francesa no pudo hacer nada. En el camino de regreso a Constantinopla tuvo contactos con Henry Leeves, de la Sociedad Bíblica Británica y Extranjera, quien lo alentó a establecer contacto con los nestorianos de la región de Hakkâri. Debido a estas actitudes, la Santa Sede lo depuso de la sede de Siirt en 1823 y murió en Khosrowa en 1831.
Desde el siglo XIX la serie de obispos católicos de Siirt ha estado completa e ininterrumpida hasta que se abolió la diócesis. El primero es el monje de Rabban Ormisda Mikhail Kattula de Telkepe, uno de los opositores más vocales de Yukhannan VIII Hormizd, obispo consagrado por Augustin Hindi en 1826 y muerto en 1855. En 1895 el obispo Tomás, futuro patriarca, hizo construir la catedral dedicada a la Sagrada Familia. El último obispo fue Addai Scher, un hombre de cultura y escritor prolífico. Fue arrestado durante las persecuciones perpetradas por los turcos contra los cristianos en la Primera Guerra Mundial, recibió un disparo en un día en junio de 1915. De la furia anticristiana, ni el monasterio de Mar Yaqob Khbhisha, hogar de los obispos de Siirt, ni su rica biblioteca, de la que Addai Scher había publicado el catálogo en 1905, se salvó. Después de estos eventos y la desaparición de los cristianos en la región, la diócesis católica fue suprimida.

## Estadísticas históricas
En 1842 la diócesis de Siirt comprendía 11 aldeas y una población estimada de 300 familias con 12 iglesias y 9 sacerdotes. En 1852 la población católica se estimaba en 1865 personas.
Chabot dio un informe estadístico detallado sobre la diócesis de Siirt, a partir del 1 de enero de 1896. La población católica caldea era de aproximadamente 5000 personas, distribuidas en 22 parroquias con 17 sacerdotes. Siete escuelas para niños dependían de la diócesis caldea.
Tfinkdji también informa datos estadísticos detallados en referencia a 1913. La diócesis tenía 5430 fieles bautizados distribuidos en 37 aldeas. Había 21 sacerdotes que se ocupaban de 31 iglesias y 7 capillas. En la diócesis también había 9 escuelas católicas y 4 estaciones misioneras. Las aldeas o villas con más fieles eran: Siirt (824 fieles), Qotmés (hoy Yerlibahçe, 326), Alto Hertevin (hoy Ekindüzü, 310) y Peroz (hoy Taşdibek, 300). Los fieles caldeos de Kib (hoy Narsuyu, 50) se pasaron al islam luego de las masacres de cristianos de 1895.

### Sede titular
Una sede titular católica es una diócesis que ha cesado de tener un territorio definido bajo el gobierno de un obispo y que hoy existe únicamente en su título. Continúa siendo asignada a un obispo, quien no es un obispo diocesano ordinario, pues no tiene ninguna jurisdicción sobre el territorio de la diócesis, sino que es un oficial de la Santa Sede, un obispo auxiliar, o la cabeza de una jurisdicción que es equivalente a una diócesis bajo el derecho canónico.
La diócesis de Siirt fue restaurada como eparquía titular en 1972 pero no ha sido conferida por la Santa Sede.

## Episcopologio

### Obispos residenciales
- José † (1553-1582 falleció)
- Jesu Yab † (1582-1617 falleció)
- Elías † (1617-1620? falleció)
- Ezechia † (1620?-1652? falleció)
- Juan † (1652-1673? apostató)
- Simón † (1701-1742 falleció)

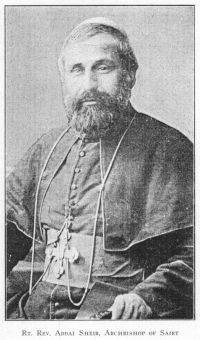
El obispo Addai Scher (1902-1915)

- Juan Simón Kemo † (1744-1786 falleció)
- Pedro Shawriz † (1793-1822? falleció)
- Mikha'il Kattula † (15 de septiembre de 1826 consagrado-1855 falleció)
- Pedro Mikha'il Bartatar † (7 de noviembre de 1858 consagrado-1884 falleció)
- Juan Miguel Naamo † (12 de julio de 1885-1888 renunció)
- José Manuel Tomás † (24 de julio de 1892-17 de diciembre de 1900 confirmado patriarca de Babilonia de los caldeos)
- Addai Scher † (30 de noviembre de 1902-junio de 1915 falleció)[11][12]

### Obispos titulares
- - Sede vacante (desde 1972)[13]